# Хеппнер, Уве
Уве Хеппнер (нем. Uwe Heppner; род. 18 июля 1960, Мерзебург, Галле) — немецкий гребец, выступавший за сборную ГДР по академической гребле в 1970-х и 1980-х годах. Чемпион летних Олимпийских игр в Москве, четырёхкратный чемпион мира, победитель многих регат национального и международного значения.

## Биография
Уве Хеппнер родился 18 июля 1960 года в Мерзебурге, ГДР. Проходил подготовку в городе Галле в местном одноимённом спортивном клубе.
Впервые заявил о себе в гребле в 1977 году, выиграв золотую медаль в парных четвёрках на мировом первенстве среди юниоров в Тампере. Год спустя на аналогичных соревнованиях в Белграде вновь был лучшим в той же дисциплине.
Первого серьёзного успеха на взрослом международном уровне добился в сезоне 1979 года, когда вошёл в основной состав восточногерманской национальной сборной и побывал на чемпионате мира в Бледе, откуда привёз награду бронзового достоинства, выигранную в зачёте парных двоек — здесь его обошли только экипажи из Норвегии и Чехословакии.
Благодаря череде удачных выступлений удостоился права защищать честь страны на летних Олимпийских играх 1980 года в Москве — в составе экипажа, куда также вошли гребцы Франк Дундр, Карстен Бунк и Мартин Винтер, занял первое место в мужских парных четвёрках и тем самым завоевал золотую олимпийскую медаль.
После московской Олимпиады Хеппнер остался в составе гребной команды ГДР и продолжил принимать участие в крупнейших международных регатах. Так, в 1981 году в парных четвёрках он одержал победу на чемпионате мира в Мюнхене.
В 1982 году в той же дисциплине был лучшим на мировом первенстве в Люцерне.
На чемпионате мира 1983 года в Дуйсбурге завоевал золотую медаль в программе парных двоек.
Рассматривался в качестве кандидата на участие в Олимпийских играх 1984 года в Лос-Анджелесе, однако Восточная Германия вместе с несколькими другими странами восточного блока бойкотировала эти соревнования по политическим причинам.
В 1985 году на мировом первенстве в Хазевинкеле вновь занял первое место в парных двойках, став таким образом четырёхкратным чемпионом мира по академической гребле.
На чемпионатах мира 1986 года в Ноттингеме и 1987 года в Копенгагене оба раза становился бронзовым призёром в двойках.
Находясь в числе лидеров восточногерманской сборной, благополучно прошёл отбор на Олимпийские игры 1988 года в Сеуле — на сей раз попасть в число призёров не смог, вместе с напарником Уве Мундом финишировал в финале пятым.
Последний раз показал сколько-нибудь значимый результат на международной арене в сезоне 1989 года, когда в парных четвёрках занял четвёртое место на чемпионате мира в Бледе.
За выдающиеся спортивные достижения награждался орденом «За заслуги перед Отечеством» в серебре (1980) и золоте (1984).
Будучи дипломированным педагогом, впоследствии работал учителем в Берлине, являлся тренером по академической гребле в одном из столичных клубов.